# Saprosites punctiventris
Saprosites punctiventris är en skalbaggsart som beskrevs av Rudolph Petrovitz 1961. Saprosites punctiventris ingår i släktet Saprosites och familjen Aphodiidae. Inga underarter finns listade i Catalogue of Life.